# Liga Colombiana de Fútbol Sala 2021
La Liga Colombiana de Fútbol Sala llamada por motivos de patrocinio como Liga BetPlay de Fútsal 2021 fue la decimoctava (18a.) versión de la Liga Colombiana de Fútbol Sala que inició el 6 de noviembre del 2021. Este torneo regresa después de 2 años, en los que debido a la pandemia de COVID-19 en Colombia se canceló la edición 2020 y se aplazó la presente. Cuenta con un total de 24 clubes, 6 menos que la edición anterior.

## Formato de juego
El torneo se dividirá en 4 fases:
- Fase de grupos
- cuartos de final
- Semifinal
- Final

### Fase de grupos
En la primera fase de la Liga BetPlay Futsal 2021, se disputarán partidos en formato de todos contra todos (ida y vuelta) por grupos, según lo establecido en el Fixture del Campeonato.
Además se jugará dividiendo a los 24 equipos en seis grupos, los cuales se denominarán Grupo “A”, Grupo “B”, Grupo “C”, Grupo “D”, Grupo “E” y Grupo “F”. En cada uno de ellos se jugará por el sistema de todos contra todos a ida y vuelta. Los grupos estarán conformados por 4 equipos cada uno.

### Cuartos de final
Una vez finalizada la fase de grupos, los ocho (8) equipos que resulten clasificados de la fase de grupos jugarán los cuartos de final, para lo cual se conformarán cuatro (4) llaves de dos (2) equipos cada una, se enfrentarán de acuerdo a la tabla de reclasificación de la fase de grupos, de modo que el mejor clasificado de la fase disputará la llave frente al clasificado con menor puntaje en la tabla de reclasificación de la fase de grupos, la distribución de dichas llaves de los equipos que clasifiquen a cuartos de final se realizará de la siguiente manera:
Clasificado 1 VS. Clasificado 8 C1
Clasificado 2 VS. Clasificado 7 C2
Clasificado 3 VS. Clasificado 6 C3
Clasificado 4 VS. Clasificado 5 C4
Aquel equipo que haya terminado en mejor posición jugará de local esta fase, ya que esta será a un solo partido.

### Semifinales
Los 4 equipos que resulten clasificados de los cuartos de final jugarán las semifinales, para lo cual se conformarán dos (2) llaves de dos (2) equipos cada una, quienes disputarán un partido único en una sede que determine la FCF y el ganador pasará a la final.
Ganador C1 VS. Ganador C2 F1
Ganador C3 VS. Ganador C4 F2

### Final
Los dos (2) equipos que resulten clasificados de las semifinales, jugarán la final, para lo cual disputarán un partido único en una sede que determine la FCF y el ganador será el campeón de la Liga BetPlay Futsal 2021.Aquel equipo que se proclame como campeón se le otorgará el derecho de representar a Colombia en la Copa Libertadores de Futsal 2022. Lo anterior se encontrará sujeto a la disposición de Conmebol.

## Datos de los clubes
| Equipo                     | Departamento    | Ciudad        | Coliseo                                       |
| -------------------------- | --------------- | ------------- | --------------------------------------------- |
| Alianza Platanera          | Antioquia       | Apartadó      | Coliseo Antonio Roldán Betancur               |
| Alianza Tolima             | Tolima          | Ibagué        | Coliseo Mayor de Ibagué                       |
| Atlético Cauca             | Cauca           | Popayán       | Complejo Deportivo Coliseo Mayor              |
| Atlético Dorada            | Caldas          | La Dorada     | Coliseo Ventura Castillo                      |
| Atlético Santander         | Santander       | Bucaramanga   | Coliseo Bicentenario Alejandro Galvis Ramírez |
| Barranquilleros FS         | Atlántico       | Barranquilla  | Coliseo Sugar Baby Rojas                      |
| Caimanes de Magdalena      | Magdalena       | Ciénaga       | Coliseo Municipal de Ciénaga                  |
| D'Martin                   | Cundinamarca    | Madrid        | Coliseo Cubierto de Madrid                    |
| Deportivo Meta             | Meta            | Villavicencio | Coliseo de la Universidad de los Llanos       |
| Gremio Samario             | Magdalena       | Santa Marta   | Coliseo Mayor de Santa Marta                  |
| ICSIN Futsal               | Valle del Cauca | Yumbo         | Coliseo Luis Javier Mosquera                  |
| Independiente Barranquilla | Atlántico       | Barranquilla  | Coliseo Sugar Baby Rojas                      |
| Itagüí Leones Futsal       | Antioquia       | Itagüí        | Coliseo Cubierto de Itagüí                    |
| Inter Cartagena            | Bolívar         | Cartagena     | Coliseo Northon Madrid                        |
| Inter Soacha               | Cundinamarca    | Soacha        | Coliseo León XIII                             |
| Leones de Nariño           | Nariño          | Pasto         | Coliseo Cubierto Sergio Antonio Ruano         |
| Lyon de Cali               | Valle del Cauca | Cali          | Coliseo Mariano Ramos                         |
| Real Antioquia             | Antioquia       | Medellín      | Coliseo Universidad de Medellín               |
| Real Cundinamarca          | Cundinamarca    | Sibaté        | Coliseo Cubierto XIUA                         |
| Rionegro Futsal            | Antioquia       | Rionegro      | Coliseo Iván Ramiro Córdoba                   |
| Saeta                      | Bogotá, D. C.   | Bogotá        | Coliseo Cayetano Cañizares                    |
| Sanpas                     | Boyacá          | Tunja         | Coliseo Cubierto San Antonio                  |
| Universidad de Manizales   | Caldas          | Manizales     | Coliseo Menor Ramón Marín Vargas              |
| Utrahuilca                 | Huila           | Neiva         | Coliseo Álvaro Sánchez Silva                  |

## Fase de grupos
Los equipos se dividen en 6 grupos de 4 equipos agrupados según su ubicación geográfica. Los equipos jugarán una fecha de todos contra todos en ida y vuelta
Los grupos están divididos de la siguiente manera:
|  | Clasificados a cuartos de final. |
|  | Eliminados.                      |

### Grupo A
| Pos | Equipos           | PTS | PG | PE | PP | PJ | GF | GC | Dif. |
| --- | ----------------- | --- | -- | -- | -- | -- | -- | -- | ---- |
| 1.  | Deportivo Meta    | 13  | 4  | 1  | 1  | 6  | 27 | 13 | 14   |
| 2.  | Saeta             | 13  | 4  | 1  | 1  | 6  | 28 | 20 | 8    |
| 3.  | D'Martiin         | 8   | 2  | 2  | 2  | 6  | 24 | 17 | 7    |
| 4.  | Real Cundinamarca | 0   | 0  | 0  | 6  | 6  | 13 | 42 | -29  |

| Fecha 1           | Fecha 1   | Fecha 1   | Fecha 1                     | Fecha 1        | Fecha 1 | Fecha 1         |
| Local             | Resultado | Visitante | Lugar                       | Fecha          | Hora    | Transmisión     |
| ----------------- | --------- | --------- | --------------------------- | -------------- | ------- | --------------- |
| Real Cundinamarca | 3 : 8     | D'Martiin | Estadio Municipal           | 6 de noviembre | 17:00   | Sin transmisión |
| Deportivo Meta    | 1 : 4     | Saeta     | Coliseo Unillanos Barcelona | 7 de noviembre | 14:00   | Sin transmisión |

| Fecha 2   | Fecha 2   | Fecha 2           | Fecha 2                    | Fecha 2         | Fecha 2 | Fecha 2         |
| Local     | Resultado | Visitante         | Lugar                      | Fecha           | Hora    | Transmisión     |
| --------- | --------- | ----------------- | -------------------------- | --------------- | ------- | --------------- |
| D'Martiin | 2 : 2     | Deportivo Meta    | Coliseo Cubierto de Madrid | 13 de noviembre | 16:00   | Sin transmisión |
| Saeta     | 4 : 2     | Real Cundinamarca | Coliseo León XIII          | 15 de noviembre | 20:00   | Sin transmisión |

| Fecha 3           | Fecha 3   | Fecha 3        | Fecha 3                 | Fecha 3         | Fecha 3 | Fecha 3         |
| Local             | Resultado | Visitante      | Lugar                   | Fecha           | Hora    | Transmisión     |
| ----------------- | --------- | -------------- | ----------------------- | --------------- | ------- | --------------- |
| Real Cundinamarca | 2 : 8     | Deportivo Meta | Estadio Municipal       | 19 de noviembre | 18:00   | Sin transmisión |
| D'Martiin         | 2 : 3     | Saeta          | Coliseo Cubierto Madrid | 20 de noviembre | 16:00   | Sin transmisión |

| Fecha 4        | Fecha 4   | Fecha 4           | Fecha 4                     | Fecha 4         | Fecha 4 | Fecha 4         |
| Local          | Resultado | Visitante         | Lugar                       | Fecha           | Hora    | Transmisión     |
| -------------- | --------- | ----------------- | --------------------------- | --------------- | ------- | --------------- |
| Saeta          | 4 : 4     | D'Martiin         | Cayetano Cañizares          | 26 de noviembre | 19:45   | Win Sports+     |
| Deportivo Meta | 5 : 1     | Real Cundinamarca | Coliseo Unillanos Barcelona | 27 de noviembre | 19:00   | Sin transmisión |

| Fecha 5           | Fecha 5   | Fecha 5   | Fecha 5                     | Fecha 5        | Fecha 5 | Fecha 5         |
| Local             | Resultado | Visitante | Lugar                       | Fecha          | Hora    | Transmisión     |
| ----------------- | --------- | --------- | --------------------------- | -------------- | ------- | --------------- |
| Deportivo Meta    | 5 : 0     | D'Martiin | Coliseo Unillanos Barcelona | 3 de diciembre | 19:00   | Sin transmisión |
| Real Cundinamarca | 5 : 9     | Saeta     | Estadio Municipal           | 6 de diciembre | 19:00   | Sin transmisión |

| Fecha 6   | Fecha 6   | Fecha 6           | Fecha 6                    | Fecha 6         | Fecha 6 | Fecha 6         |
| Local     | Resultado | Visitante         | Lugar                      | Fecha           | Hora    | Transmisión     |
| --------- | --------- | ----------------- | -------------------------- | --------------- | ------- | --------------- |
| Saeta     | 4 : 6     | Deportivo Meta    | Cayetano Cañizares         | 10 de diciembre | 17:00   | Sin transmisión |
| D'Martiin | 8 : 0     | Real Cundinamarca | Coliseo Cubierto de Madrid | 11 de diciembre | 16:00   | Sin transmisión |

### Grupo B
| Pos | Equipos            | PTS | PG | PE | PP | PJ | GF | GC | Dif. |
| --- | ------------------ | --- | -- | -- | -- | -- | -- | -- | ---- |
| 1.  | Atlético Santander | 10  | 3  | 1  | 2  | 6  | 27 | 16 | 11   |
| 2.  | Gremio Samario     | 10  | 3  | 1  | 2  | 6  | 21 | 20 | 1    |
| 3.  | Club Dep. Inter    | 7   | 2  | 1  | 3  | 6  | 13 | 17 | -4   |
| 4.  | Sanpas             | 7   | 2  | 1  | 3  | 6  | 13 | 21 | -8   |

| Fecha 1            | Fecha 1   | Fecha 1         | Fecha 1              | Fecha 1        | Fecha 1 | Fecha 1         |
| Local              | Resultado | Visitante       | Lugar                | Fecha          | Hora    | Transmisión     |
| ------------------ | --------- | --------------- | -------------------- | -------------- | ------- | --------------- |
| Atlético Santander | 5 : 2     | Club Dep. Inter | Coliseo Bicentenario | 7 de noviembre | 18:00   | Sin transmisión |
| Sanpas             | 4 : 4     | Gremio Samario  | Coliseo Irdet        | 7 de noviembre | 19:00   | Sin transmisión |

| Fecha 2         | Fecha 2   | Fecha 2            | Fecha 2           | Fecha 2         | Fecha 2 | Fecha 2         |
| Local           | Resultado | Visitante          | Lugar             | Fecha           | Hora    | Transmisión     |
| --------------- | --------- | ------------------ | ----------------- | --------------- | ------- | --------------- |
| Gremio Samario  | 7 : 4     | Atlético Santander | Coliseo Mayor     | 14 de noviembre | 13:00   | Sin transmisión |
| Club Dep. Inter | 3 : 1     | Sanpas             | Coliseo León XIII | 15 de noviembre | 17:45   | Sin transmisión |

| Fecha 3            | Fecha 3   | Fecha 3        | Fecha 3              | Fecha 3         | Fecha 3 | Fecha 3         |
| Local              | Resultado | Visitante      | Lugar                | Fecha           | Hora    | Transmisión     |
| ------------------ | --------- | -------------- | -------------------- | --------------- | ------- | --------------- |
| Club Dep. Inter    | 3 : 2     | Gremio Samario | Coliseo León XIII    | 20 de noviembre | 18:20   | Win Sports+     |
| Atlético Santander | 4 : 0     | Sanpas         | Coliseo Vicente Díaz | 21 de noviembre | 18:00   | Sin transmisión |

| Fecha 4        | Fecha 4   | Fecha 4            | Fecha 4       | Fecha 4         | Fecha 4 | Fecha 4         |
| Local          | Resultado | Visitante          | Lugar         | Fecha           | Hora    | Transmisión     |
| -------------- | --------- | ------------------ | ------------- | --------------- | ------- | --------------- |
| Gremio Samario | 4 : 1     | Club Dep. Inter    | Coliseo Mayor | 26 de noviembre | 20:15   | Sin transmisión |
| Sanpas         | 5 : 4     | Atlético Santander | Coliseo Irdet | 28 de noviembre | 14:00   | Sin transmisión |

| Fecha 5            | Fecha 5   | Fecha 5         | Fecha 5              | Fecha 5        | Fecha 5 | Fecha 5         |
| Local              | Resultado | Visitante       | Lugar                | Fecha          | Hora    | Transmisión     |
| ------------------ | --------- | --------------- | -------------------- | -------------- | ------- | --------------- |
| Atlético Santander | 8 : 0     | Gremio Samario  | Coliseo Bicentenario | 3 de diciembre | 19:00   | Sin transmisión |
| Sanpas             | 3 : 2     | Club Dep. Inter | Coliseo Irdet        | 4 de diciembre | 19:00   | Sin transmisión |

| Fecha 6         | Fecha 6   | Fecha 6            | Fecha 6           | Fecha 6         | Fecha 6 | Fecha 6         |
| Local           | Resultado | Visitante          | Lugar             | Fecha           | Hora    | Transmisión     |
| --------------- | --------- | ------------------ | ----------------- | --------------- | ------- | --------------- |
| Gremio Samario  | 4 : 0     | Sanpas             | Coliseo Mayor     | 12 de diciembre | 14:00   | Sin transmisión |
| Club Dep. Inter | 2 : 2     | Atlético Santander | Coliseo León XIII | 13 de diciembre | 19:40   | Win Sports+     |

### Grupo C
| Pos | Equipos                | PTS | PG | PE | PP | PJ | GF | GC | Dif. |
| --- | ---------------------- | --- | -- | -- | -- | -- | -- | -- | ---- |
| 1.  | Utrahuilca             | 12  | 4  | 0  | 2  | 6  | 25 | 16 | 9    |
| 2.  | U. Manizales           | 10  | 3  | 1  | 2  | 6  | 20 | 19 | 1    |
| 3.  | Atlético Dorada Futsal | 9   | 3  | 0  | 3  | 6  | 31 | 28 | 3    |
| 4.  | Atlético Cauca         | 4   | 1  | 1  | 4  | 6  | 7  | 20 | -13  |

| Fecha 1      | Fecha 1   | Fecha 1                | Fecha 1                      | Fecha 1        | Fecha 1 | Fecha 1         |
| Local        | Resultado | Visitante              | Lugar                        | Fecha          | Hora    | Transmisión     |
| ------------ | --------- | ---------------------- | ---------------------------- | -------------- | ------- | --------------- |
| U. Manizales | 1 : 1     | Atlético Cauca         | Coliseo Ramón Marín Vargas   | 6 de noviembre | 19:00   | Sin transmisión |
| Utrahuilca   | 3 : 2     | Atlético Dorada Futsal | Coliseo Álvaro Sánchez Silva | 7 de noviembre | 15:00   | Sin transmisión |

| Fecha 2                | Fecha 2   | Fecha 2      | Fecha 2                            | Fecha 2         | Fecha 2 | Fecha 2         |
| Local                  | Resultado | Visitante    | Lugar                              | Fecha           | Hora    | Transmisión     |
| ---------------------- | --------- | ------------ | ---------------------------------- | --------------- | ------- | --------------- |
| Atlético Cauca         | 1 : 0     | Utrahuilca   | Complejo Deportivo - Coliseo Mayor | 13 de noviembre | 10:00   | Sin transmisión |
| Atlético Dorada Futsal | 5 : 7     | U. Manizales | Coliseo Ventura Castillo           | 13 de noviembre | 16:00   | Sin transmisión |

| Fecha 3        | Fecha 3   | Fecha 3                | Fecha 3                          | Fecha 3         | Fecha 3 | Fecha 3         |
| Local          | Resultado | Visitante              | Lugar                            | Fecha           | Hora    | Transmisión     |
| -------------- | --------- | ---------------------- | -------------------------------- | --------------- | ------- | --------------- |
| Atlético Cauca | 3 : 7     | Atlético Dorada Futsal | Complejo Deportivo Coliseo Mayor | 20 de noviembre | 10:00   | Sin transmisión |
| U. Manizales   | 1 : 6     | Utrahuilca             | Ramón Marín Vargas               | 21 de noviembre | 18:00   | Sin transmisión |

| Fecha 4                | Fecha 4   | Fecha 4        | Fecha 4              | Fecha 4         | Fecha 4 | Fecha 4         |
| Local                  | Resultado | Visitante      | Lugar                | Fecha           | Hora    | Transmisión     |
| ---------------------- | --------- | -------------- | -------------------- | --------------- | ------- | --------------- |
| Utrahuilca             | 5 : 1     | U. Manizales   | Álvaro Sánchez Silva | 26 de noviembre | 15:00   | Sin transmisión |
| Atlético Dorada Futsal | 5 : 1     | Atlético Cauca | Coliseo Municipal    | 27 de noviembre | 13:00   | Sin transmisión |

| Fecha 5      | Fecha 5   | Fecha 5                | Fecha 5              | Fecha 5        | Fecha 5 | Fecha 5         |
| Local        | Resultado | Visitante              | Lugar                | Fecha          | Hora    | Transmisión     |
| ------------ | --------- | ---------------------- | -------------------- | -------------- | ------- | --------------- |
| Utrahuilca   | 3 : 1     | Atlético Cauca         | Álvaro Sánchez Silva | 3 de diciembre | 15:00   | Sin transmisión |
| U. Manizales | 6 : 2     | Atlético Dorada Futsal | Coliseo Mayor        | 3 de diciembre | 21:00   | Sin transmisión |

| Fecha 6                | Fecha 6   | Fecha 6      | Fecha 6                          | Fecha 6         | Fecha 6 | Fecha 6         |
| Local                  | Resultado | Visitante    | Lugar                            | Fecha           | Hora    | Transmisión     |
| ---------------------- | --------- | ------------ | -------------------------------- | --------------- | ------- | --------------- |
| Atlético Dorada Futsal | 10 : 8    | Utrahuilca   | Coliseo Municipal                | 10 de diciembre | 16:00   | Sin transmisión |
| Atlético Cauca         | 0 : 4     | U. Manizales | Complejo Deportivo Coliseo Mayor | 10 de diciembre | 19:00   | Sin transmisión |

### Grupo D
| Pos | Equipos            | PTS | PG | PE | PP | PJ | GF | GC | Dif. |
| --- | ------------------ | --- | -- | -- | -- | -- | -- | -- | ---- |
| 1.  | Inter Cartagena    | 12  | 4  | 0  | 2  | 6  | 20 | 17 | 3    |
| 2.  | Ind Barranquilla   | 10  | 3  | 1  | 2  | 6  | 21 | 16 | 5    |
| 3.  | Barranquilleros FC | 9   | 3  | 0  | 3  | 6  | 18 | 20 | -2   |
| 4.  | Caimanes Magdalena | 4   | 1  | 1  | 4  | 6  | 21 | 27 | -6   |

| Fecha 1            | Fecha 1   | Fecha 1            | Fecha 1                            | Fecha 1        | Fecha 1 | Fecha 1         |
| Local              | Resultado | Visitante          | Lugar                              | Fecha          | Hora    | Transmisión     |
| ------------------ | --------- | ------------------ | ---------------------------------- | -------------- | ------- | --------------- |
| Ind Barranquilla   | 1 : 0     | Inter Cartagena    | Coliseo Baby Rojas                 | 6 de noviembre | 15:30   | Sin transmisión |
| Caimanes Magdalena | 2 : 3     | Barranquilleros FC | Estadio Municipal (Villa Olímpica) | 7 de noviembre | 16:15   | Sin transmisión |

| Fecha 2            | Fecha 2   | Fecha 2            | Fecha 2               | Fecha 2         | Fecha 2 | Fecha 2         |
| Local              | Resultado | Visitante          | Lugar                 | Fecha           | Hora    | Transmisión     |
| ------------------ | --------- | ------------------ | --------------------- | --------------- | ------- | --------------- |
| Barranquilleros FC | 3 : 6     | Ind Barranquilla   | Coliseo Baby Rojas    | 14 de noviembre | 11:30   | Win Sports+     |
| Inter Cartagena    | 6 : 2     | Caimanes Magdalena | Coliseo Norton Madrid | 14 de noviembre | 16:15   | Sin transmisión |

| Fecha 3          | Fecha 3      | Fecha 3            | Fecha 3               | Fecha 3         | Fecha 3 | Fecha 3         |
| Local            | Resultado    | Visitante          | Lugar                 | Fecha           | Hora    | Transmisión     |
| ---------------- | ------------ | ------------------ | --------------------- | --------------- | ------- | --------------- |
| Ind Barranquilla | 0 : 3 (W.O.) | Caimanes Magdalena | Coliseo Baby Rojas    | 20 de noviembre | 19:00   | Sin transmisión |
| Inter Cartagena  | 2 : 1        | Barranquilleros FC | Coliseo Norton Madrid | 21 de noviembre | 14:30   | Sin transmisión |

| Fecha 4            | Fecha 4   | Fecha 4          | Fecha 4            | Fecha 4         | Fecha 4 | Fecha 4         |
| Local              | Resultado | Visitante        | Lugar              | Fecha           | Hora    | Transmisión     |
| ------------------ | --------- | ---------------- | ------------------ | --------------- | ------- | --------------- |
| Barranquilleros FC | 4 : 1     | Inter Cartagena  | Coliseo Baby Rojas | 27 de noviembre | 15:15   | Sin transmisión |
| Caimanes Magdalena | 5 : 5     | Ind Barranquilla | Villa Olímpica     | 28 de noviembre | 17:15   | Sin transmisión |

| Fecha 5            | Fecha 5   | Fecha 5            | Fecha 5            | Fecha 5        | Fecha 5 | Fecha 5         |
| Local              | Resultado | Visitante          | Lugar              | Fecha          | Hora    | Transmisión     |
| ------------------ | --------- | ------------------ | ------------------ | -------------- | ------- | --------------- |
| Ind Barranquilla   | 6 : 1     | Barranquilleros FC | Coliseo Baby Rojas | 3 de diciembre | 19:45   | Win Sports+     |
| Caimanes Magdalena | 6 : 7     | Inter Cartagena    | Coliseo Mayor      | 5 de diciembre | 17:15   | Sin transmisión |

| Fecha 6            | Fecha 6   | Fecha 6            | Fecha 6               | Fecha 6         | Fecha 6 | Fecha 6         |
| Local              | Resultado | Visitante          | Lugar                 | Fecha           | Hora    | Transmisión     |
| ------------------ | --------- | ------------------ | --------------------- | --------------- | ------- | --------------- |
| Barranquilleros FC | 6 : 3     | Caimanes Magdalena | Coliseo Baby Rojas    | 11 de diciembre | 16:00   | Sin transmisión |
| Inter Cartagena    | 4 : 3     | Ind Barranquilla   | Coliseo Norton Madrid | 12 de diciembre | 14:30   | Sin transmisión |

### Grupo E
| Pos | Equipos              | PTS | PG | PE | PP | PJ | GF | GC | Dif. |
| --- | -------------------- | --- | -- | -- | -- | -- | -- | -- | ---- |
| 1.  | Real Antioquia       | 14  | 4  | 2  | 0  | 6  | 37 | 21 | 16   |
| 2.  | Itagüí Leones Futsal | 13  | 4  | 1  | 1  | 6  | 38 | 21 | 17   |
| 3.  | Rionegro Futsal      | 7   | 2  | 1  | 3  | 6  | 21 | 26 | -5   |
| 4.  | Alianza Platanera    | 0   | 0  | 0  | 6  | 6  | 13 | 41 | -28  |

| Fecha 1           | Fecha 1   | Fecha 1         | Fecha 1              | Fecha 1        | Fecha 1 | Fecha 1         |
| Local             | Resultado | Visitante       | Lugar                | Fecha          | Hora    | Transmisión     |
| ----------------- | --------- | --------------- | -------------------- | -------------- | ------- | --------------- |
| Real Antioquia    | 8 : 4     | Leones FC       | Coliseo Tulio Ospina | 7 de noviembre | 10:45   | Win Sports+     |
| Alianza Platanera | 2 : 5     | Rionegro Futsal | Coliseo Municipal    | 7 de noviembre | 11:00   | Sin transmisión |

| Fecha 2         | Fecha 2   | Fecha 2           | Fecha 2                      | Fecha 2         | Fecha 2 | Fecha 2         |
| Local           | Resultado | Visitante         | Lugar                        | Fecha           | Hora    | Transmisión     |
| --------------- | --------- | ----------------- | ---------------------------- | --------------- | ------- | --------------- |
| Rionegro Futsal | 4 : 4     | Real Antioquia    | Coliseo Rubén Darío Quintero | 13 de noviembre | 20:00   | Sin transmisión |
| Leones FC       | 8 : 1     | Alianza Platanera | La Tablaza - La Estrella     | 14 de noviembre | 17:00   | Sin transmisión |

| Fecha 3           | Fecha 3   | Fecha 3        | Fecha 3                     | Fecha 3         | Fecha 3 | Fecha 3         |
| Local             | Resultado | Visitante      | Lugar                       | Fecha           | Hora    | Transmisión     |
| ----------------- | --------- | -------------- | --------------------------- | --------------- | ------- | --------------- |
| Alianza Platanera | 3 : 4     | Real Antioquia | Municipal Carmen de Viboral | 19 de noviembre | 20:00   | Sin transmisión |
| Rionegro Futsal   | 2 : 6     | Leones FC      | Rubén Darío Quintero        | 21 de noviembre | 19:00   | Sin transmisión |

| Fecha 4        | Fecha 4   | Fecha 4           | Fecha 4              | Fecha 4         | Fecha 4 | Fecha 4         |
| Local          | Resultado | Visitante         | Lugar                | Fecha           | Hora    | Transmisión     |
| -------------- | --------- | ----------------- | -------------------- | --------------- | ------- | --------------- |
| Real Antioquia | 10 : 3    | Alianza Platanera | Coliseo Tulio Ospina | 26 de noviembre | 20:00   | Sin transmisión |
| Leones FC      | 5 : 4     | Rionegro Futsal   | Coliseo La Tablaza   | 28 de noviembre | 17:00   | Sin transmisión |

| Fecha 5           | Fecha 5   | Fecha 5         | Fecha 5                      | Fecha 5        | Fecha 5 | Fecha 5         |
| Local             | Resultado | Visitante       | Lugar                        | Fecha          | Hora    | Transmisión     |
| ----------------- | --------- | --------------- | ---------------------------- | -------------- | ------- | --------------- |
| Alianza Platanera | 1 : 10    | Leones FC       | Municipal Carmen de Viboral  | 3 de diciembre | 20:00   | Sin transmisión |
| Real Antioquia    | 6 : 2     | Rionegro Futsal | Universidad San Buenaventura | 5 de diciembre | 13:00   | Sin transmisión |

| Fecha 6         | Fecha 6   | Fecha 6           | Fecha 6                     | Fecha 6         | Fecha 6 | Fecha 6         |
| Local           | Resultado | Visitante         | Lugar                       | Fecha           | Hora    | Transmisión     |
| --------------- | --------- | ----------------- | --------------------------- | --------------- | ------- | --------------- |
| Rionegro Futsal | 4 : 3     | Alianza Platanera | Coliseo Iván Ramiro Córdoba | 11 de diciembre | 20:30   | Sin transmisión |
| Leones FC       | 5 : 5     | Real Antioquia    | Coliseo La Tablaza          | 12 de diciembre | 18:00   | Sin transmisión |

### Grupo F
| Pos | Equipos          | PTS | PG | PE | PP | PJ | GF | GC | Dif. |
| --- | ---------------- | --- | -- | -- | -- | -- | -- | -- | ---- |
| 1.  | ICSIN            | 16  | 5  | 1  | 0  | 6  | 30 | 12 | 18   |
| 2.  | Lyon de Cali     | 10  | 3  | 1  | 2  | 6  | 32 | 19 | 13   |
| 3.  | Leones de Nariño | 9   | 3  | 0  | 3  | 6  | 19 | 24 | -5   |
| 4.  | Alianza Tolima   | 0   | 0  | 0  | 6  | 6  | 19 | 45 | -26  |

| Fecha 1          | Fecha 1   | Fecha 1        | Fecha 1                      | Fecha 1         | Fecha 1 | Fecha 1         |
| Local            | Resultado | Visitante      | Lugar                        | Fecha           | Hora    | Transmisión     |
| ---------------- | --------- | -------------- | ---------------------------- | --------------- | ------- | --------------- |
| Lyon de Cali     | 3 : 3     | ICSIN          | Coliseo Mariano Ramos        | 6 de noviembre  | 20:00   | Sin transmisión |
| Leones de Nariño | 8 : 3     | Alianza Tolima | Coliseo Sergio Antonio Ruano | 25 de noviembre | 20:00   | Sin transmisión |

| Fecha 2        | Fecha 2   | Fecha 2          | Fecha 2                         | Fecha 2         | Fecha 2 | Fecha 2         |
| Local          | Resultado | Visitante        | Lugar                           | Fecha           | Hora    | Transmisión     |
| -------------- | --------- | ---------------- | ------------------------------- | --------------- | ------- | --------------- |
| Alianza Tolima | 3 : 5     | Lyon de Cali     | Municipal Los Alpes             | 12 de noviembre | 20:00   | Sin transmisión |
| ICSIN          | 1 : 0     | Leones de Nariño | Coliseo Carlos Alberto Bejarano | 15 de noviembre | 13:00   | Sin transmisión |

| Fecha 3      | Fecha 3   | Fecha 3          | Fecha 3                 | Fecha 3         | Fecha 3 | Fecha 3         |
| Local        | Resultado | Visitante        | Lugar                   | Fecha           | Hora    | Transmisión     |
| ------------ | --------- | ---------------- | ----------------------- | --------------- | ------- | --------------- |
| Lyon de Cali | 4 : 5     | Leones de Nariño | Coliseo Mariano Ramos   | 21 de noviembre | 13:00   | Sin transmisión |
| ICSIN        | 8 : 2     | Alianza Tolima   | Carlos Alberto Bejarano | 23 de noviembre | 19:30   | Sin transmisión |

| Fecha 4          | Fecha 4   | Fecha 4      | Fecha 4                 | Fecha 4         | Fecha 4 | Fecha 4         |
| Local            | Resultado | Visitante    | Lugar                   | Fecha           | Hora    | Transmisión     |
| ---------------- | --------- | ------------ | ----------------------- | --------------- | ------- | --------------- |
| Alianza Tolima   | 4 : 7     | ICSIN        | Enrique Triana Castilla | 28 de noviembre | 16:00   | Sin transmisión |
| Leones de Nariño | 1 : 5     | Lyon de Cali | Sergio Antonio Ruano    | 28 de noviembre | 19:00   | Sin transmisión |

| Fecha 5          | Fecha 5   | Fecha 5        | Fecha 5               | Fecha 5         | Fecha 5 | Fecha 5         |
| Local            | Resultado | Visitante      | Lugar                 | Fecha           | Hora    | Transmisión     |
| ---------------- | --------- | -------------- | --------------------- | --------------- | ------- | --------------- |
| Lyon de Cali     | 13 : 4    | Alianza Tolima | Coliseo Mariano Ramos | 26 de noviembre | 20:45   | Sin transmisión |
| Leones de Nariño | 1 : 8     | ICSIN          | Sergio Antonio Ruano  | 8 de diciembre  | 19:30   | Sin transmisión |

| Fecha 6        | Fecha 6   | Fecha 6          | Fecha 6                      | Fecha 6         | Fecha 6 | Fecha 6         |
| Local          | Resultado | Visitante        | Lugar                        | Fecha           | Hora    | Transmisión     |
| -------------- | --------- | ---------------- | ---------------------------- | --------------- | ------- | --------------- |
| Alianza Tolima | 3 : 4     | Leones de Nariño | Enrique Triana Castilla      | 12 de diciembre | 17:00   | Sin transmisión |
| ICSIN          | 3 : 2     | Lyon de Cali     | Coliseo Luis Javier Mosquera | 12 de diciembre | 18:00   | Sin transmisión |

## Mejores segundos
|  | Clasificados a Cuartos de Final. |
|  | Eliminados.                      |

| Pos | Equipos          | PTS | PG | PE | PP | PJ | GF | GC | Dif. |
| --- | ---------------- | --- | -- | -- | -- | -- | -- | -- | ---- |
| 1.  | Leones FC        | 13  | 4  | 1  | 1  | 6  | 38 | 21 | 17   |
| 2.  | Saeta            | 13  | 4  | 1  | 1  | 6  | 28 | 20 | 8    |
| 3.  | Lyon de Cali     | 10  | 3  | 1  | 2  | 6  | 32 | 19 | 13   |
| 4.  | Ind Barranquilla | 10  | 3  | 1  | 2  | 6  | 21 | 16 | 5    |
| 5.  | Gremio Samario   | 10  | 3  | 1  | 2  | 6  | 21 | 20 | 1    |
| 6.  | U. Manizales     | 10  | 3  | 1  | 2  | 6  | 20 | 19 | 1    |

## Reclasificación de clasificados
| Pos | Equipos                   | PTS | PG | PE | PP | PJ | GF | GC | Dif. |
| --- | ------------------------- | --- | -- | -- | -- | -- | -- | -- | ---- |
| 1.  | ICSIN                     | 16  | 5  | 1  | 0  | 6  | 30 | 12 | 18   |
| 2.  | Real Antioquia            | 14  | 4  | 2  | 0  | 6  | 37 | 21 | 16   |
| 3.  | Leones FC                 | 13  | 4  | 1  | 1  | 6  | 38 | 21 | 17   |
| 4.  | Saeta                     | 13  | 4  | 1  | 1  | 6  | 28 | 20 | 8    |
| 5.  | Deportivo Meta            | 13  | 4  | 1  | 1  | 6  | 27 | 13 | 14   |
| 6.  | Utrahuilca                | 12  | 4  | 0  | 2  | 6  | 25 | 16 | 9    |
| 7.  | Fundación Inter Cartagena | 12  | 4  | 0  | 2  | 6  | 20 | 17 | 3    |
| 8.  | Atlético Santander        | 10  | 3  | 1  | 2  | 6  | 27 | 16 | 11   |

## Playoffs
|  | Cuartos de final   | Cuartos de final |             |       | Semifinal | Semifinal |  |  | Final | Final |
|  |                    |                  |             |       |           |           |  |  |       |       |
|  | 18 de diciembre    |                  |             |       |           |           |  |  |       |       |
|  |                    |                  |             |       |           |           |  |  |       |       |
|  | ICSIN              | 7                |             |       |           |           |  |  |       |       |
|  | ICSIN              | 7                | 9 de enero  |       |           |           |  |  |       |       |
|  | Atlético Santander | 4                |             |       |           |           |  |  |       |       |
|  | Atlético Santander | 4                | ICSIN       | 1 (8) |           |           |  |  |       |       |
|  | 17 de diciembre    |                  | ICSIN       | 1 (8) |           |           |  |  |       |       |
|  |                    | Real Antioquia   | 1 (7)       |       |           |           |  |  |       |       |
|  | Real Antioquia     | Real Antioquia   | 1 (7)       | 9     |           |           |  |  |       |       |
|  | Real Antioquia     |                  | 10 de enero | 9     |           |           |  |  |       |       |
|  | Inter Cartagena    | 4                |             |       |           |           |  |  |       |       |
|  | Inter Cartagena    | 4                | ICSIN       | 3     |           |           |  |  |       |       |
|  | 18 de diciembre    |                  | ICSIN       | 3     |           |           |  |  |       |       |
|  |                    | Deportivo Meta   | 6           |       |           |           |  |  |       |       |
|  | Itagüí Leones      | Deportivo Meta   | 6           | 3 (4) |           |           |  |  |       |       |
|  | Itagüí Leones      | 9 de enero       |             | 3 (4) |           |           |  |  |       |       |
|  | Utrahuilca         | 3 (5)            |             |       |           |           |  |  |       |       |
|  | Utrahuilca         | 3 (5)            | Utrahuilca  | 0     |           |           |  |  |       |       |
|  | 18 de diciembre    |                  | Utrahuilca  | 0     |           |           |  |  |       |       |
|  |                    | Deportivo Meta   | 4           |       |           |           |  |  |       |       |
|  | Saeta              | Deportivo Meta   | 4           | 1     |           |           |  |  |       |       |
|  | Saeta              |                  |             | 1     |           |           |  |  |       |       |
|  | Deportivo Meta     | 4                |             |       |           |           |  |  |       |       |
|  | Deportivo Meta     | 4                |             |       |           |           |  |  |       |       |

| Cuartos de final | Cuartos de final | Cuartos de final   | Cuartos de final             | Cuartos de final | Cuartos de final | Cuartos de final |
| Local            | Resultado        | Visitante          | Lugar                        | Fecha            | Hora             | Transmisión      |
| ---------------- | ---------------- | ------------------ | ---------------------------- | ---------------- | ---------------- | ---------------- |
| Real Antioquia   | 9 : 4            | Inter Cartagena    | Coliseo Tuilo Ospina         | 17 de diciembre  | 19:40            | Win Sports+      |
| ICSIN            | 7 : 4            | Atlético Santander | Coliseo Luis Javier Mosquera | 18 de diciembre  | 18:10            | Win Sports+      |
| Leones FC        | 3 : 3 (4:5 p.)   | Utrahuilca         | Coliseo La Tablaza           | 18 de diciembre  | 18:10            | Sin transmisión  |
| Saeta            | 1 : 4            | Deportivo Meta     | Coliseo Cayetano Cañizares   | 18 de diciembre  | 20:10            | Win Sports+      |

| Semifinales | Semifinales    | Semifinales    | Semifinales              | Semifinales | Semifinales | Semifinales |
| Local       | Resultado      | Visitante      | Lugar                    | Fecha       | Hora        | Transmisión |
| ----------- | -------------- | -------------- | ------------------------ | ----------- | ----------- | ----------- |
| Utrahuilca  | 0 : 4          | Deportivo Meta | Coliseo Evangelista Mora | 9 de enero  | 17:10       | Win Sports+ |
| ICSIN       | 1 : 1 (8:7 p.) | Real Antioquia | Coliseo Evangelista Mora | 9 de enero  | 19:10       | Win Sports+ |

| Final | Final     | Final          | Final                    | Final       | Final | Final       |
| Local | Resultado | Visitante      | Lugar                    | Fecha       | Hora  | Transmisión |
| ----- | --------- | -------------- | ------------------------ | ----------- | ----- | ----------- |
| ICSIN | 3 : 6     | Deportivo Meta | Coliseo Evangelista Mora | 10 de enero | 20:10 | Win Sports+ |

| Bandera de Colombia                   |
| Campeón Deportivo Meta Segundo título |